# Läggared
Läggared är en by som ligger strax söder om Hillared i Hillareds socken i Svenljunga kommun i Västergötland. 
På byns marker finns, norr och söder om dagens åkermark, lämningar efter äldre åkerbruk i form av parallella sten- och jordvallar eller terrasskanter, som avgränsar breda tegar.